# George White
Sir George Stuart White (Portstewart, 1835. július 6. – Royal Hospital Chelsea, 1912. június 24.) a brit hadsereg tábornagya és vezérőrnagya volt. Élete során jelentős szerepet játszott a brit hadvezetésben, különösen a brit gyarmati hadviselésben. Neve összeforrt a szudáni háborúval és a második búr háborúval, ahol a stratégiai hadmozdulataival tűnt ki. A szudáni háború (1881-1885) során tábornokká léptették elő, és jelentős szerepet játszott a brit hadsereg műveleteiben. Pályafutását Gibraltár kormányzójaként, majd a Chelsea Királyi Kórház igazgatójaként fejezte be.

## Fiatalkora
1835-ben született Portstewartban , Londonderry megyében, és már fiatal korában érezte a vonzódást a katonai életpálya iránt. Lelkes és céltudatos fiatalember volt. Kiválóan teljesített a tanulmányaiban, különös tekintettel a történelemre és a hadtudományra. Az iskolában és otthon is sok időt töltött a hadtörténelem kutatásával, és megismerkedett a katonai stratégiákkal és taktikákkal. Amikor elérte a katonai szolgálatra vonatkozó korhatárt, White csatlakozott a brit hadsereghez. Belépésekor a 4. lovas hadosztályhoz csatlakozott, ahol megkezdte a kiképzést és megtanulta a hadászati alapokat. Rendszeresen részt vett hadgyakorlatokon és parancsnoki gyakorlatokon, és hamarosan kiemelkedett tehetségeivel és kitartásával. Hamar megmutatta, hogy rendkívül tehetséges katona. Kiemelkedett az elsősegélynyújtásban, a tüzérségi kiképzésben és a stratégiai tervezésben. Az előléptetések sorra érkeztek, és hamarosan hadnaggyá léptették elő, amivel lehetőséget kapott a komolyabb katonai feladatok ellátására.

## Karrierje

### Szudáni háború

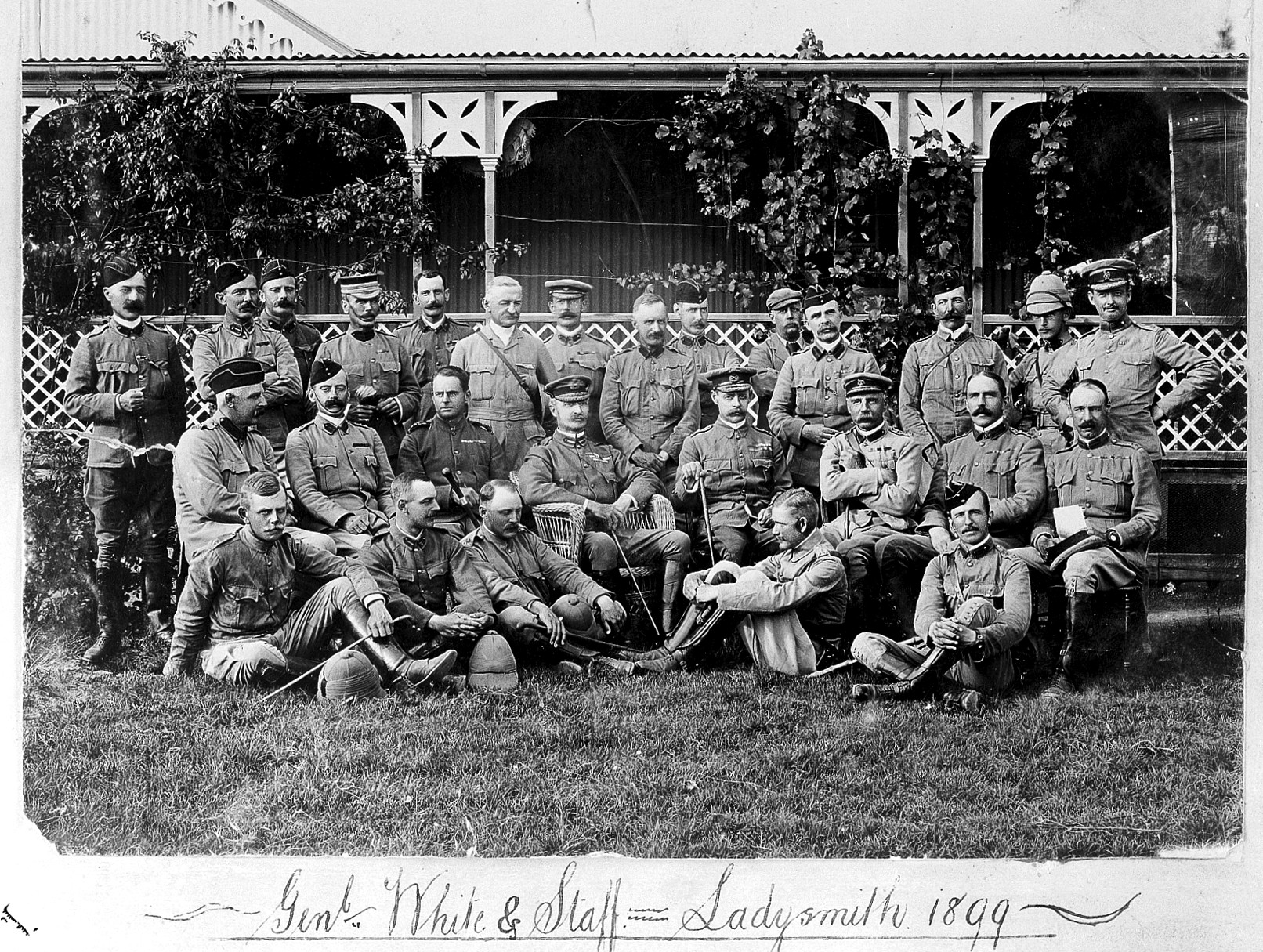
George White Lady Smithben

A szudáni háború (1881-1885) során elért eredményei nagy sikert hoztak a számára. Tábornokká léptették elő, és vezető szerepet vállalt az angol hadműveletekben. Az 1884-ben kezdődött Kartúm ostroma különösen fontos pillanat volt a karrierjében. A szudáni Mahdi-hadsereg, amelyet Mahdi vezetett, fenyegetést jelentett a brit fennhatóságra a térségben. Feladata az volt, hogy megvédje Kartúmot a Mahdi és hívei támadásaitól. Keményen küzdött, és sikeresen visszaverte a kezdeti támadásokat. Azonban a Mahdi-erők folyamatos nyomására a város védelme meggyengült, és végül Mahdi csapatai elfoglalták Kartúmot. White és a túlélők kilátástalan helyzetbe kerültek, és csak hónapokkal később, 1885-ben sikerült kimenekülniük Kartúmból. Bár Kartúm elvesztése tragédiaként értékelték, White vezetése alatt a túlélőknek sikerült elmenekülniük és túlélniük a nehéz időszakot. Az 1885-ös események ellenére White tovább folytatta katonai pályafutását, és a brit közvéleményben továbbra is nagyra becsülték vezetői képességeit.

### Második búr háború
1899-ben a második búr háború kitörésekor kinevezték a Natali Közös Erők parancsnokává. A búrok elleni offenzívát vezette az északi határ mentén. Azonban a búrok rendhagyó hadviselése kihívást jelentett a brit erők számára. A brit erők több vereséget szenvedtek, és White-ot ostrom alá helyezték Ladysmith városában. Ladysmith ostroma hónapokig tartott, és a városban rekedt brit erők kitették magukat a búr csapatok által indított támadásoknak. White vezetői képességei és a védelem iránti elkötelezettsége azonban lehetővé tette, hogy a várost tartani tudják. Végül 1900-ban brit erősítések érkeztek, és feloldották a város ostromát.

### Távolkelet
1889-ben Burmából Kvettába helyezték át, ahol az északnyugati határ problémáival nézett szembe. A vita tetőpontján volt azok között, akik az Indus folyót szerették volna a közigazgatási határnak kijelölni, és azok között, akik szerették volna azt kiterjeszteni az afganisztáni határokig. 1889 őszén vezette a Zhob-völgyi expedíciót. A hadműveletet jól megtervezték és végrehajtották egy olyan nép ellen, amely már régóta a szinte elérhetetlen hegyi otthonát támaszpontnak használta a brit területekre való betörésekhez. White, miután megmászta a Maramazh csúcsait, körbezárta a nép fő faluját, akik letették a fegyvert. A következő években, Sir Robert Groves Sandeman-nel együtt Beludzsisztán feltérképezésével foglalkozott, ami a "forward" politika tartós eredménye volt.

### Nyugdíjazása és emlékezete
Később vezérőrnaggyá léptették elő, elismerve vezetői képességeit és hozzáértését a hadviselésben Továbbra is szolgált a hadseregben, egészen nyugdíjazásáig. Nyugdíjazása után is aktívan részt vett az angol hadsereg ügyeiben, és a katonai stratégiák és taktikák terén szerzett tapasztalatait továbbra is kamatoztatta. Bár már nem állt aktív szolgálatban, tanácsadóként és mentorként működött, hogy átadja tudását és tapasztalatait a fiatalabb tiszteknek. Széleskörű ismereteket szerzett az angol birodalom gyarmati hadviselésével kapcsolatban. Az általa szerzett tapasztalatok és azok elemzése segítették a brit hadseregnek a későbbi konfliktusokban való felkészülést és a stratégiai tervezést. Emléke és hagyatéka tovább él a hadtörténelemben. Munkássága és hozzájárulása a brit hadsereghez és a hadvezetéshez példaként szolgált sok későbbi vezető számára. Tisztessége, elkötelezettsége és kitartása olyan eszményeket testesített meg, amelyek inspirálták az utána következő generációkat a katonai szolgálatra.